# Bazylika w Saint-Denis
Bazylika św. Dionizego w Saint-Denis (fr. Basilique Saint-Denis) – dawny kościół opactwa benedyktyńskiego w Saint-Denis. Od VI wieku do XIX wieku świątynia klasztorna pełniła funkcję głównej nekropolii królów francuskich. Ponadto w bazylice od czasów średniowiecza do końca XVIII wieku znajdował się skarbiec, w którym oprócz relikwii i cennych przedmiotów liturgicznych przechowywano insygnia koronacyjne oraz inne regalia królów Francji. Bazylika jest też wybitnym dziełem architektonicznym, gdzie zastosowano po raz pierwszy, w pełni rozwinięty system przyporowy oraz łuków ostrych.

## Historia bazyliki
Budowę obecnej bazyliki, pierwszej budowli wzniesionej w stylu gotyckim, rozpoczęto w 1136 za czasów opata Sugeriusza, prace zakończono dopiero u schyłku XIII wieku. Opactwo służyło przez wieki jako sceneria uroczystości pogrzebowych i miejsce pochówku królów Francji. W sarkofagach, często zdobionych rzeźbami, pochowani zostali niemal wszyscy monarchowie francuscy rządzący od X wieku. Brakuje tu tylko szczątków:
- Filipa I, pochowanego w opactwie Fleury;
- Ludwika XI, pochowanego w bazylice w Cléry;
- Karola X, który abdykował i w chwili śmierci nie był królem Francji, pochowanego na wygnaniu;
- Ludwika Filipa I, z bocznej linii Burbonów i pochowanego w rodzinnej kaplicy w Dreux.

W 1793 roku, podczas rewolucji, bazylika padła łupem tłumu. We wrześniu kościół obrabowano i zdewastowano, a w dniach 12–25 października, na polecenie parlamentu rewolucyjnego, zbezczeszczono groby królewskie. Rozkopano krypty, otwarto trumny ze zwłokami monarchów francuskich, po czym wszystkie odkryte szczątki wrzucono do dwóch rowów wykopanych nieopodal bazyliki. Doły zalano wapnem gaszonym i zasypano ziemią. Archeolog Alexandre Lenoir ocalił większość rzeźb, przenosząc je do muzeum. Pozostałe zostały rozbite, po czym usypano z nich w Paryżu kopiec ku czci bohaterów rewolucji: Marata i Pelletiera de Saint-Fargeau. Kościół został ponownie otwarty z polecenia Napoleona Bonaparte w 1806.
Po restauracji Burbonów rozpoczęto poszukiwania zwłok Ludwika XVI i Marii Antoniny – po egzekucji ich ciała zostały zakopane w masowych grobach na cmentarzu św. Magdaleny (niedaleko miejsca, gdzie obecnie znajduje się kościół św. Magdaleny) i przykryte wapnem. 21 stycznia 1815 ciała odnaleziono, zidentyfikowano (ponad dwadzieścia lat po egzekucji) i przeniesiono do krypty bazyliki. W 1817, na polecenie króla Ludwika XVIII rozpoczęto poszukiwania mogił ze zwłokami monarchów francuskich. Odkryto je 18 stycznia, po czym dokonano ekshumacji i z zachowaniem ceremoniału ponownie pochowano w krypcie bazyliki, w pięciu trumnach, ponieważ szczątków nie udało się zidentyfikować. W 1824 zmarł Ludwik XVIII – ostatni król Francji pochowany w Saint-Denis. Jego grobowiec umieszczono w pobliżu grobów jego brata i bratowej (Ludwika XVI i Marii Antoniny). W wyniku renowacji prowadzonej pod kierunkiem Eugène Viollet-le-Duca do bazyliki wróciły posągi królów. W bazylice pochowano również wszystkich członków francuskiej rodziny królewskiej, zmarłych między 1815 a 1830.
Za panowania Ludwika XVIII, do krypty przeniesiono szczątki Ludwika VII, który pierwotnie pochowany został w opactwie Saint-Point i dlatego uniknął profanacji przez rewolucjonistów. W 2004 do bazyliki przeniesiono zmumifikowane serce, należące prawdopodobnie do Ludwika XVII (syna Ludwika XVI i Marii Antoniny), który w 1795 zmarł w więzieniu Temple i prawdopodobnie pochowany został na cmentarzu przy kościele Sainte Marguerite w Paryżu.

## Królowie Francji pochowani w bazylice
- Chlodwig I
- Childebert I
- Dagobert I
- Chlodwig II
- Karloman I
- Karloman II
- Hugo Kapet
- Filip II August
- Ludwik VII Młody
- Ludwik VIII Lew
- Ludwik IX Święty
- Filip III Śmiały
- Filip IV Piękny
- Ludwik X Kłótliwy
- Jan I Pogrobowiec
- Filip V Wysoki
- Karol IV Piękny
- Filip VI Walezjusz
- Jan II Dobry
- Karol V Mądry
- Karol VI Szalony
- Franciszek I Walezjusz (1494-1547)
- Henryk II Walezjusz (1519-1559)
- Franciszek II Walezjusz (1544–1560)
- Karol IX Walezjusz (1550-1574)
- Henryk III Walezy (1551 -1589)
- Henryk IV Burbon (1553 – 1610)
- Ludwik XIII Burbon (1601 – 1643)
- Ludwik XIV Burbon (1638–1715)
- Ludwik XV Burbon (1710–1774)
- Ludwik XVI Burbon (1754–1793)
- serce Ludwika XVII Burbona (1785-1795)
- Ludwik XVIII Burbon (1755-1824)

## Królowe Francji pochowane w bazylice
- Blanka Kastylijska (1188-1252)
- Małgorzata Prowansalska (1221-1295)
- Izabela Aragońska (1247–1271)
- Klemencja Węgierska (1290-1328)
- Joanna d’Évreux (1310-1371)
- Joanna Burgundzka (Kulawa) (ok. 1293-1348)
- Blanka d’Évreux (1330-1398)
- Joanna Burbońska (1338-1378)
- Izabela Bawarska (1370-1435)
- Maria Andegaweńska (1404-1463)
- Anna Bretońska (1477-1514)
- Klaudia Walezjuszka (1499-1524)
- Katarzyna Medycejska (1519–1589)
- Ludwika Lotaryńska (1553–1601)
- Małgorzata Walezjuszka (1553-1615)
- Maria Medycejska (1575-1642)
- Anna Austriaczka (1601-1666)
- Maria Teresa Hiszpańska (1638-1683)
- Maria Leszczyńska (1703 – 1768)
- Maria Antonina Austriaczka (1755–1793)